# Jamie Pace
Jamie Pace (Londen, 1 januari 1977) is een profvoetballer uit Malta, die sinds 2008 onder contract staat bij de Maltese club Valletta FC. Hij speelt als aanvallende middenvelder, en werd geboren in de wijk Hammersmith in Londen, Groot-Brittannië. Pace heeft een Jamaicaanse vader en een Maltese moeder.

## Interlandcarrière
Pace speelde tot dusver 48 interlands voor de Maltese nationale ploeg, en scoorde drie keer voor zijn land sinds zijn debuut op 9 februari 2005 in de vriendschappelijke thuiswedstrijd tegen Noorwegen (0-3).
| Interlanddoelpunten | Interlanddoelpunten | Interlanddoelpunten | Interlanddoelpunten           | Interlanddoelpunten | Interlanddoelpunten | Interlanddoelpunten | Interlanddoelpunten |
| #                   | Datum               | Locatie             | Wedstrijd                     | Goal(s)             | Score               | Uitslag             | Wedstrijd           |
| ------------------- | ------------------- | ------------------- | ----------------------------- | ------------------- | ------------------- | ------------------- | ------------------- |
| 1                   | 02/09/2006          | Ta' Qali            | Malta – Bosnië en Herzegovina | 6'                  | 1 – 1               | 2 – 5               | EK-kwalificatie     |
| 2                   | 26/03/2008          | Ta' Qali            | Malta – Liechtenstein         | 35'                 | 4 – 0               | 7 – 1               | Oefeninterland      |
| 3                   | 02/09/2010          | Tel-Aviv            | Israël – Malta                | 38'                 | 1 – 1               | 1 – 3               | EK-kwalificatie     |